# Fábrica de Chocolates La Pajarita
La Fábrica de Chocolates La Pajarita fue una empresa alimentaria española, productora de chocolate, pastas y dulces, con sede en la ciudad española de Albacete.

## Historia
Fue fundada en Albacete en 1899 por Jacinto Fernández Nieto y Francisco Fontecha Nieto, que llegaron a ser alcaldes de la ciudad en diferentes periodos, con un capital de 50 000 pesetas de la época. Fue una de las primeras marcas registradas albaceteñas por la ley de marcas española.
En 1906 producía 850 000 paquetes de chocolate de 400 gramos y un millón de kilogramos de pastas. En 1908 empleaba a 78 personas. La empresa se convirtió en una de las industrias más importantes y emblemáticas de Albacete. Cerró en 1969 y en su lugar se construyó un nuevo barrio de la capital que recibió su popular nombre: La Pajarita.